# John Abbot
Ne pas confondre avec John Abbot, pasteur et poète anglais.
Pour les articles homonymes, voir Abbot.
Pour l’article ayant un titre homophone, voir John Abbott.
John Abbot est un entomologiste et un ornithologue américain, né le 31 mai ou 1er juin 1751 à Londres et mort en décembre 1840 ou janvier 1841 dans le comté de Bulloch en Géorgie.

## Biographie
De grands pans de la vie d’Abbot restent aujourd’hui encore inconnus. Il est le fils le plus âgé de James Abbot, avoué, et d’Ann née Clousinger. Son père encourage son intérêt pour les insectes et l’art. John Abbot étudie le dessin et la gravure avec le graveur Jacob Bonneau (1741-1786). Il montre un très grand talent d’illustrateur. Il travaille à l’étude de son père de 1769 à 1773. Un groupe de naturalistes dirigé par Dru Drury (1725-1804) et la Royal Society engagent Abbot pour aller étudier et récolter des spécimens d’histoire naturelle en Virginie.
Il séjourne en Virginie de 1773 à 1775 puis s’installe en Géorgie. Il reçoit de la terre après avoir servi comme volontaire dans la guerre d’Indépendance. Il vit jusqu’à vers 1795 comme planteur. Il réalise plusieurs ensembles d’illustrations sur les oiseaux, sans doute 1 300. La plupart sont conservées dans diverses institutions comme la British Library ou à Harvard, d’autres ont été dispersées lors d’une vente aux enchères en 1980. Ses descriptions sont influencées par John Latham (1740-1837).
Les spécimens qu’il récolte, atteignent pour la plupart l’Europe et ses collectionneurs, mais un certain nombre d’envois qu’il fait sont perdus en mer, ce qui décourage Abbot. Celui-ci confie la description des illustrations qu’il réalise à d’autres. Ainsi, James Edward Smith (1759-1828), fait paraître en 1797, The Natural History of the Rare Lepidopterous Insects of Georgia Collected from Observations by John Abbot (deux volumes, 104 planches). Certains dessins sont repris par Boisduval (1799-1879) et John Lawrence LeConte (1825-1883) dans leur Histoire générale et Iconographie des lépidoptères et des chenilles de l’Amérique septentrionale (1833) sans pourtant citer Abbot. Bien d’autres ouvrages utilisent ses œuvres dont l’Histoire naturelle des insectes aptères (1837-1847) de Charles Athanase Walckenaer (1771-1852), le Supplement to the General Synopsis of Birds (1787-1801), l’Index Ornithologicus (1790) et le General History of Birds (1821-1828) de Latham, l’American Ornithology (1808-1814) d’Alexander Wilson (1766-1813) ou A Sketch of the Botany of South-Carolina and Georgia (1821-1824) de Stephen Elliott (1771-1830).